# The Tide and Its Takers
The Tide and Its Takers è il quinto album della band metalcore 36 Crazyfists. È stato pubblicato il 27 maggio 2008. La band ha girato un video per il singolo We Gave It Hell, con la direzione di Soren, che precedentemente ha lavorato per le band Behemoth e Unhearth. Il video è stato pubblicato su YouTube il 6 maggio 2008. L'album ha raggiunto la 155 posizione nel Billboard 200 nella prima settimana di vendita, quarto nel Heat Seekers, ventitreesima nel Hard Rock, e undicesima ne Indie Albums.

## Lista Tracce
1. The All Night Lights - 3:31
2. We Gave It Hell - 3:12
3. The Back Harlow Road - 4:10
4. Clear the Coast - 3:22
5. Waiting on a War - 4:07
6. Only a Year or So... - 3:39
7. Absent Are the Saints - 3:50
8. Vast and Vague - 4:14
9. When Distance is the Closest Reminder - 3:45
10. Northern November - 5:00
11. The Tide and Its Takers - 4:02

## Formazione
- Brock Lindow - voce
- Steve Holt - chitarra
- Mick Whitney - basso
- Thomas Noonan - batteria

## Crediti
- Jeff Chenault - direttore creativo
- Monte Conner - A&R
- Erin Farley - assistente
- Brock Lindow - voce
- Mick Whitney - bassista
- Thomas Noonan - batterista
- Steve Holt - chitarra elettrica, voce secondaria
- Candace Kucsulain dei Walls of Jericho - Guest Vocals in Vast and Vague
- Adam Jackson dei Twelve Tribes - Guest Vocals in Clear the Coast
- Larry Mazer - gestore
- Daragh McDonagh - fotografo
- Andy Sneap - mixer
- Arun Venkatesh - assistente
- Steve Holt - produttore